# أمادو أزار
أمادو أزار (بالإسبانية: Amado Azar)‏ (31 ديسمبر 1913 – 1971) هو ملاكم أرجنتيني راحل، مثّل بلاده في الألعاب الأولمبية الصيفية 1932.

## روابط خارجية
أمادو أزار على موقع بوكس ريك (الإنجليزية) (registration required)
- أمادو أزار على موقع أوليمبيديا (الإنجليزية)